# Civitas Academica
Civitas Academica – pismo krakowskiej młodzieży akademickiej wydawane w Krakowie w latach 1931–1934 przez Krakowskie Koło Myśli Mocarstwowej. 
Redaktorem naczelnym był Ksawery Pruszyński. Pismo początkowo było miesięcznikiem, później, od 4 numeru z roku 1931 dwutygodnikim z podtytułem „Organ Myśli Mocarstwowej”. Od 1932 roku pismo było darmowym dodatkiem do „Czasu”, a od 1934 do „Buntu Młodych”. Pismo szerzyło idee mocarstwowe, publikowało także recenzje i przeglądy wydawnictw itp.